# Antal spelare (fotboll)

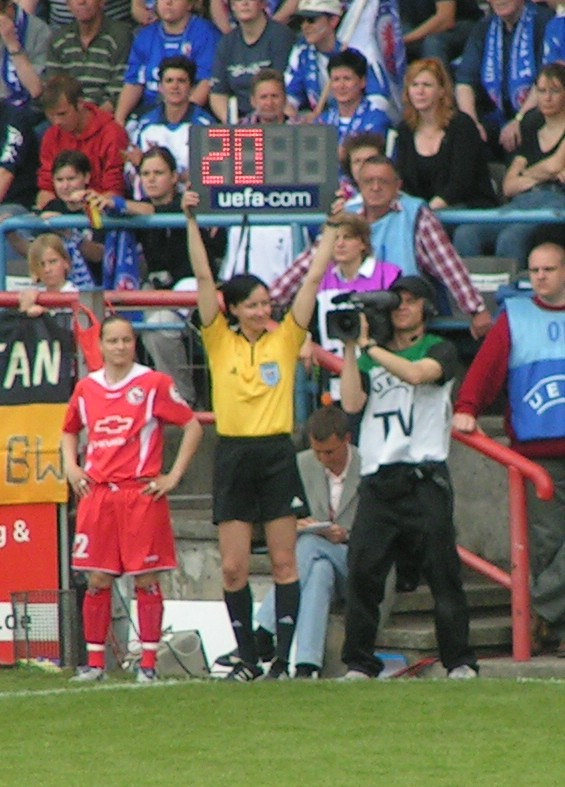
Fjärdedomaren signalerar byte av spelare vid mittlinjen, berörda spelares namn presenteras på en ljusskylt.

Antal spelare är en regel inom fotboll som beskriver hur många spelare samt ersättare som ingår i ett lag och som får delta i en match. Regeln beskriver dessutom hur byten av spelare under en match skall göras, samt vilka disciplinära bestraffningar som utdöms om dessa inte följs.  I de befintliga 17 fotbollsreglerna har regeln för antal spelare ordningstalet tre (3). Är man en eller fler spelare för många på plan blir man "diskad" direkt även om det bara handlar om några sekunder.

## Historik
De fotbollsregler som gäller idag härstammar från den första uppsättningen med 14 regler som det engelska fotbollsförbundet, Football Association, gav ut den den 8 december 1863. Förbundet bestod av 13 Londonklubbar som ville skapa enhetliga regler för fotboll som spelades i många lokala varianter över hela landet. 

## Nuvarande regel
Den nuvarande regeln för antal spelare lyder i sammandrag
Antal spelare
- Ett lag får inte innehålla mer än elva spelare, av vilka en är målvakten. En match kan inte börja om något av lagen är färre än sju spelare.

Officiella matcher
- Högst tre ersättare får användas vid match i en officiell tävling.
- Från tre upp till högst sju ersättare får utses.

Övriga matcher
I alla andra matcher får ett större antal ersättare användas om:
- båda lagen kommit överens om ett maximalt antal;
- domaren är informerad före matchen.

Spelarbyte
När en spelare byts ut mot en ersättare måste följande villkor uppfyllas:
- domaren ska informeras innan något begärt byte sker
- ersättaren får bara inträda på spelplanen sedan den spelare som ska ersättas lämnat den och efter att ha fått tecken från domaren
- ersättaren får bara inträda på spelplanen vid mittlinjen och under ett spelavbrott
- bytet är fullbordat när ersättaren inträder på spelplanen
- från det ögonblicket blir ersättaren en spelare och den spelare han ersatt blir en ersatt spelare
- den ersatte spelaren får inte delta senare i matchen.
- alla ersättare är underställda domarens myndighet och rättskipning oavsett om de deltar i matchen eller ej.